# Reuzenbamboe
De reuzenbamboe (Dendrocalamus giganteus) is een tot 35 meter hoge plant met tot 30 cm dikke stengels. Bovenaan heeft de plant dunne, afstaande zijtakken. De onderste stengelknopen kunnen vanzelf wortelen. De stengels zijn verhout, hard, glad, meestal dofgroen en dicht opeenstaand. Tussen de stengelknopen zijn de stengels hol. Jonge spruiten zijn spits kegelvormig met driehoekige, aan de rand blauwzwarte bladen. De bladeren groeien hoog aan de plant en zijn langwerpig, tot 60 cm lang en 10 cm breed met fijne, evenwijdige nerven.
De plant bloeit zelden, eens in de 48 jaar. De bloemen groeien in grote pluimen die zijn opgebouwd uit 1,2–2 cm lange aartjes met uithangende gele meeldraden of stempels. De vruchten zijn tot 0,8 cm lang en zien eruit als graankorrels. Een stengel die eenmaal vruchten heeft gevormd sterft tot de grond toe af.
De reuzenbamboe is de grootste soort uit de grassenfamilie. De groeisnelheid kan tot 45 cm per dag bedragen.
De bamboestengels worden gebruikt als bouwmateriaal voor bruggen, woningen en steigers. Van de holle stengels worden ook vlotten, afvoerpijpen, muziekinstrumenten en vaatwerk gemaakt.
De reuzenbamboe komt van nature voor in Zuidoost-Azië. Wereldwijd wordt de soort in tropische parken aangeplant.

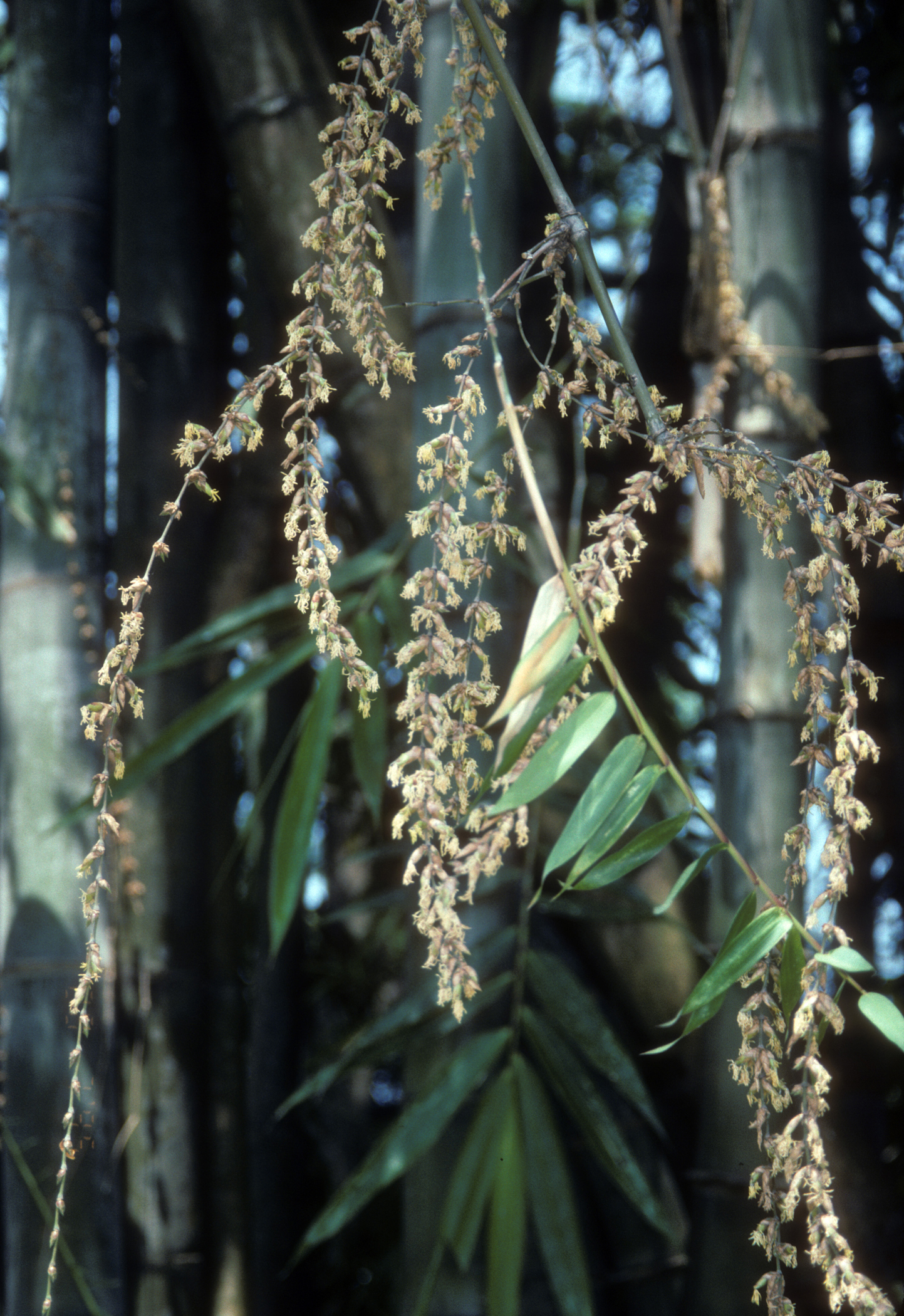
bloeiwijze